# 4584 Akan
A 4584 Akan (ideiglenes jelöléssel 1990 FA) a Naprendszer kisbolygóövében található aszteroida. Masanori Matsuyama,  Vatanabe Kazuró fedezte fel 1990. március 16-án.